# Квинт Помпоний Руф Марцелл
Квинт Помпоний Руф Марцелл (лат. Quintus Pomponius Rufus Marcellus) — римский политический деятель первой половины II века.
По всей видимости, его родиной была провинция Тарраконская Испания. Отцом Марцелла, предположительно, был консул-суффект 98 года Гай Помпоний Руф. В 121 году он занимал должность консула-суффекта вместе с Марком Гереннием Фаустом. В 136—137 годах Марцелл находился на посту проконсула провинции Азия. Также он входил в состав коллегии жрецов Тита. Больше о нём ничего не известно.